# Univerza Ernsta Moritza Arndta Greifswald
Univerza Ernsta Morita Arndta Greifswald (nemško Ernst-Moritz-Arndt-Universität Greifswald, latinsko Alma mater gryphiswaldensis, Universitas gryphiswaldensis ali Academica gryphica) je univerza s sedežem v Hanzeatskem mestu Greifswald v nemški deželi Mecklenburgu - Predpomorjanski. Ustanovljena je bila leta 1456, kar pomeni, da je za univerzami v Heidelbergu, Kölnu, Leipzigu in Rostocku četrta najstarejša univerza v Nemčiji in druga najstarejša univerza v baltskem prostoru. Od leta 1648 do 1815 je bila najstarejša univerza na Švedskem, med letoma 1815 in 1945 pa najstarejša univerza v Prusiji. Danes na njej študira približno 12.300 študentov.

## Zgodovina
Univerza Ernsta Moritza Arndta Greifswald je bila ustanovljena 17. oktobra 1456 kot Academia gryphica. Največje zasluge za to imata takratni župan Greifswalda Heinrich Rubenow, ki je v mestu zadržal iz Rostocka pribežale profesorje, ki tam zaradi cesarske prepovedi niso smeli učiti, in pomorjanski knez Vartislav IX. Univerza je na začetku obsegala štiri klasične fakultete: filozofsko, medicinsko, pravno in teološko. Zaradi vpliva Hanse ima univerza že od svojih začetkov tesne povezave z nordijskimi deželami.
Po krajšem obdobju (1527-1539), ko ni delovala, je bila univerza v Greifswaldu znova vzpostavljena kot protestantska deželna univerza. Pomorjanski knez Filip I. je univerzi prepustil nekdanji dominikanski samostan in jo tesno povezal z organizacijo cerkve - profesor teologije je bil obenem duhovnik v cerkveni občini sv. Nikolaja v središču mesta in generalni superintendent za kneževino Pomorjanska. Tudi drugi deli univerze so imeli povezave z okoljem: profesorji prava so bili obenem sodniki na dvornem sodišču, profesorji medicine obenem zdravniki in umetniki obenem vzgojitelji princev. 
Leta 1604 je bila v Greifswaldu odprta prva centralizirana univerzitetna knjižnica v Greifswaldu. V poravnavo zaostalih plačil profesorjem je knez Bogislav XIV. leta 1634 univerzi prepustil nekdanji samostan Eldena in 14.000 ha zemlje, s čimer se je greifswaldska univerza uvrstila med največje zemljiške posestnike med nemškimi univerzami. Med letoma 1648 in 1815 je nad delom Pomorjanske, tudi nad Greifswaldom, vladala Švedska in univerza je bila podrejena švedski politiki. V tem času je v Greifswaldu študiralo več kot 1500 Švedov. Med letoma 1747 in 1750 so po načrtih profesorja matematike zgradili baročno glavno poslopje univerze (Hauptgebäude). V letu 2006 je bila ta nazadnje temeljito prenovljena, med drugim so ponovno odprli tudi zgodovinsko avlo (Aula).
Potem ko je leta 1815 prešla pod prusko oblast, se je univerza razvijala naprej. Leta 1905 je bil ob pravni fakulteti odprt še ekonomski oddelek, fakulteta pa preimenovana v Fakulteto za pravne in državne vede. Leta 1912 je bila v Greifswaldu ustanovljeno nemško Paleontološko društvo (Paläontologische Gesellschaft). V času weimarske republike se je univerza še širila, odprti so bili nordijski inštitut, inštitut za palestinske vede in biološka raziskovalna postaja na otoku Hiddensee.
Leta 1933 je bila univerza poimenovana po Ernstu Moritzu Arndtu, ki je leta 1791 v Greifswaldu študiral, med letoma 1800 in 1811 pa bil profesor zgodovine. Zaradi Arndtove sporne zgodovinske vloge se redno pojavljajo zahteve za preimenovanje univerze, ki pa so bile dosedaj po posvetovanjih vedno zavrnjene.
Ob koncu druge svetovne vojne je bila univerza zaprta, a so jo znova odprli 15. februarja 1946. Po ukazu sovjetskih sil je ekonomski oddelek ostal zaprt. Z ustanovitvijo NDR je prišlo še do drugih organizacijskih sprememb, med drugim je bila ukinjena Fakulteta za pravne in državne vede. S stavko študentov leta 1955 pa se je univerza lahko ubranila s strani državnega vodstva načrtovano preureditev medcinske fakultete v vojaškomedicinsko. Kljub temu pa je univerza do leta 1989 morala izvajati program vojaške medicine.
Z demokratičnimi spremembami je bila nazaj vzpostavljena avtonomija in izvirna struktura univerze. Leta 1991 je bila ponovno odprta Fakulteta za pravne in državne vede.
Univerza Ernsta Moritza Arndta Greifswald je kot ena prvih v Nemčiji že leta 1999 pričela z uvajanjem bolonjskih študijskih programov, najprej na Filozofski fakulteti.
Oktobra 2006 je univerza praznovala 550-letnico ustanovitve. Novobnovljeno avlo v glavnem poslopju sta odprla zvezni predsednik Horst Köhler in švedska kraljica Silvija.

## Organizacija
Univerzo vodi rektorat. Rektor predstavlja univerzo navzven, notranjo organizacijo pa vodi kancler. Senat sestavljajo visokošolski učitelji, akademski sodelavci, študentje in neakademsko osebje v razmerju 12:6:12:6 (razširjeni senat) ali 12:4:4:2 (ozki senat).
Vsako izmed petih fakultet vodijo dekan, prodekan in študijski dekan. Medicinska in Filozofska fakulteta imata po dva prodekana. Fakultete so:
- Matematično-naravoslovna fakulteta (Mathematisch-naturwissenschaftliche Fakultät);
- Medicinska fakulteta (Medizinische Fakultät);
- Filozofska fakulteta (Philosophische Fakultät);
- Fakulteta za pravne in državne vede (Rechts- und Staatswissenschaftliche Fakultät) in
- Teološka fakulteta (Theologische Fakultät).

Univerza upravlja klinični center (Universitätsklinikum Greifswald), ki je eden najmodernejših v Nemčiji.
Univerzitetna knjižnica Greifswald (Universitätsbibliothek Greifswald) je najstarejša centralizirana univerzitetna knjižnica (ustanovljena leta 1604). Do leta 1855 je imela svoje prostore v avli glavne univerzitetne stavbe, kasneje v posebej za knjižnico zgrajeni stavbi v mestnem jedru, od leta 2001 pa se večji del gradiva nahaja v novi moderni zgradbi v bližini Klinikuma in novih inštitutov. Knjižnica obsega 3,1 mio. enot, od tega 2.2. mio. knjig.

## Premoženje
Zaradi 14.000 ha zemljišč, ki jih je do leta 1945 imela v lasti, je bila greifswaldska univerza tradicionalno ena najbogatejštih v Nemčiji. O bogastvu pričajo ohranjene dragocenosti, kot so stenska preproga iz leta 1554 (Croy-Teppich), izvirnik Gutenbergove biblije in druge redke knjige. Nekatera zemljišča, odvzeta z nacionalizacijo, je univerza po demokratičnih spremembah dobila vrnjena,  postopki za mnoga druga še niso zaključeni. Univerza ima v lasti tudi gozd, s katerim pridobitno upravlja.

## Osebnosti
Na Univerzi Ernsta Moritza Arndta Greifswald so poučevali oz. raziskovali:
- Gerhard Domagk, Nobelov nagrajenec za medicino leta 1939;
- Alfred Gomolka, ministrski predsednik Mecklenburga-Predpomorjanske (1990-1992), od 1994 poslanec v Evropskem parlamentu;
- Johannes Stark, Nobelov nagrajenec za fiziko leta 1919;
- Bernhard Windscheid, pravnik, eden izmed avtorjev nemškega državljanskega zakonika;

Na Univerzi Ernsta Moritza Arndta Greifswald so študirali:
- Otto von Bismarck, nemški kancler (1871-1890);
- Bernhard von Bülow, nemški kancler (1900-1909);
- Johannes Bugenhagen, reformator
- Caspar David Friedrich, slikar
- Ernst Mayr, biolog (1904-2005)
- Thomas Thorild, švedski pesnik